# Eslohe, Hochsauerland
Eslohe là một đô thị ở Hochsauerland, trong Nordrhein-Westfalen, nước Cộng hòa Liên bang Đức.
Eslohe tọa lạc khoảng 15 km về phía tây nam của Meschede.

## Các đô thị giáp ranh
- Finnentrop
- Lennestadt
- Meschede
- Schmallenberg
- Sundern

## Các khu phố
Sau cuộc cải cách chính quyền địa phương năm 1975 Eslohe có các khu vực phố sau:
| - Beisinghausen - Bockheim - Bremke - Bremscheid - Büemke - Büenfeld - Cobbenrode - Dormecke - Einberg - Eslohe - Fredebeil - Friedrichstal | - Frielinghausen - Glamke - Haus Blessenohl - Haus Wenne - Hengsbeck - Hengslade - Henninghausen - Herhagen - Herscheid - Husen - In der Marpe | - Isingheim - Kückelheim - Landenbeck - Larmecke - Leckmart - Lochtrop - Lohof - Lüdingheim - Nichtinghausen - Nieder-Landenbeck - Niedermarpe - Niedersalwey | - Ober-Landenbeck - Obermarpe - Obersalwey - Oesterberge - Reiste - Sallinghausen - Schwartmecke - Sieperting - Stertberg - Wenholthausen - Wilhelmshöhe |

## Thành phố kết nghĩa
- Kisbér (Hungary)